# D 34

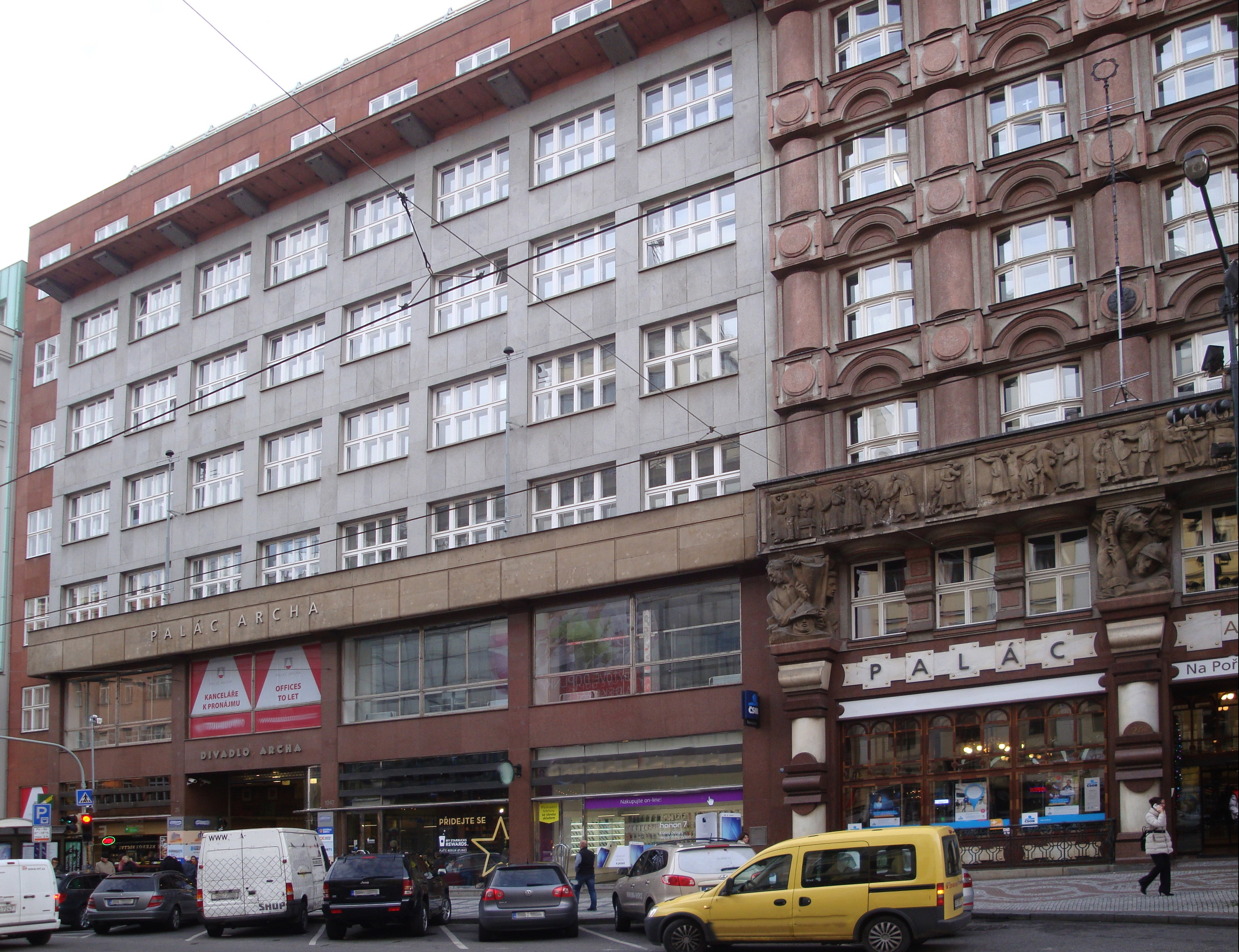
Palác Archa, Praha, Na Poříčí (dříve sídlo D34)

Divadlo D 34 bylo české, levicově orientované divadlo.

## Historie divadla

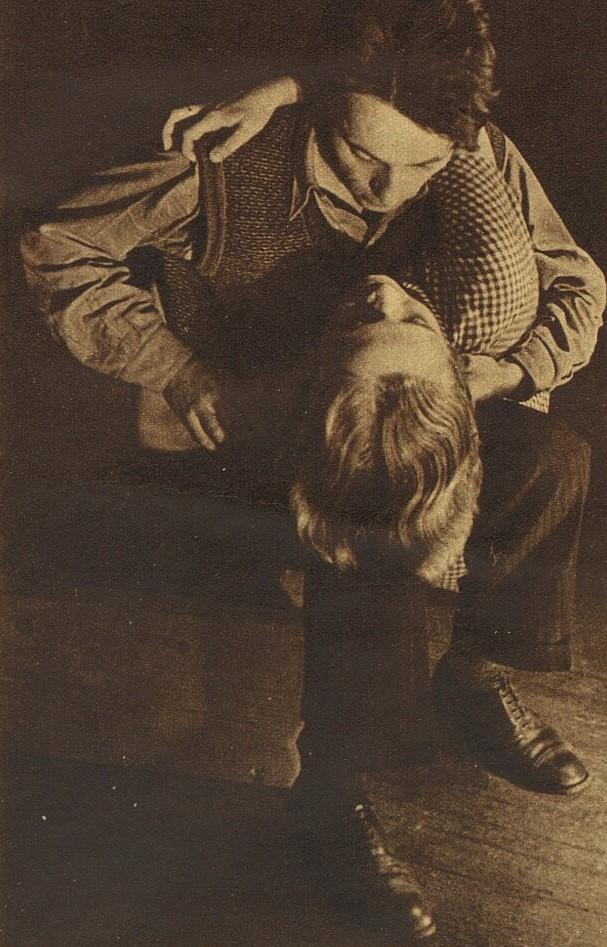
Vladimír Šmeral ve hře Ericha Kästnera Život za našich dnů, 1934

Toto divadlo založil roku 1933 Emil František Burian, jehož cílem bylo dělat levicově, prokomunisticky orientované divadlo. Jednalo se o první „divadelní družstvo“ – tzn. majetek patřil všem, všichni též rozhodovali. Hlavní dramaturg, režisér a vlastník koncese však byl E. F. Burian, nešlo tedy tak úplně o jednání rovným s rovným, jak to někdy bývá prezentováno. Divadlo měnilo každý rok název – vždy písmeno „D“ + poslední dvě číslice letopočtu, název D 34 zvolil Burian v roce 1933, protože divadlo zahajovalo činnost 16. září a v této době začínala i nová divadelní sezóna. Označení "D" bylo mnohovýznamové. Nepředstavovalo pouze divadlo, ale třeba i dav, dělník, drama, dějiny, doba, dílo, doklad, dorost, družina, důsledek. Burian říkal, že zkratka "D" je útočným heslem a že chce dělat útočné divadlo.
Dalším cílem bylo přiblížit českému divákovi náročné hry (Lazebník sevillský (Beaumarchaisův text s Burianovými písněmi), Lakomec, Utrpení mladého Werthera), ale uváděl i díla jako Osudy dobrého vojáka Švejka za světové války, Žebrácká opera (v úpravě Bertolta Brechta a Kurta Weila) a realizoval rovněž vlastní hry s aktuální problematikou.
Za okupace se divadlo věnovalo pouze českým textům, vznikaly tak především inscenace První lidová suita a Druhá lidová suita vytvořené z českých lidových her, které prakticky ukázaly, jak se ve 20. století dá pracovat se středověkým divadelním dědictvím. Za zmínku pak stojí také první inscenace Nezvalovy Manon Lescaut.
Divadlo fungovalo až do roku 1941 (D 41), kdy bylo pro svůj protifašistický postoj uzavřeno, končilo D 39. V dubnu 1941 byla E. F. Burianovi odňata licence. Soubor, část provozních zaměstnanců a prostory převzalo Městské divadlo na Královských Vinohradech. 
Po druhé světové válce bylo divadlo obnoveno dne 10. září 1945 pod názvem D 46 a Burian nastudoval v rychlém sledu některé dřívější úspěšné inscenace. Po Únoru 1948 hrálo divadlo v komunistické režii především agitační hry socialistického realismu.
Roku 1951 E. F. Burian převedl divadlo pod Československou armádu, kdy fungovalo jako „Armádní umělecké divadlo“; v tomto období patřilo mezi nejvíce komunistická divadla. Po odchodu z armády (1955) obnovil Burian divadlo pod původním názvem D 34 (1955–1960)., přičemž provozovatelem se stalo hl. město Praha.

### Soubor divadla
Za léta existence divadla, prošla souborem řada umělců, např. choreografové Saša Machov (1934–1936) a Nina Jirsíková ((1936–1941), herci Emil Bolek, Vladimír Šmeral, Jiřina Stránská, Lola Skrbková, Marie Burešová, Rudolf Hrušínský (vystupující pod jménem R. Böhm, 1937), Alfréd Radok (1940/1941), Václav Vaňátko o další. Po válce pak např. Jana Dítětová, František Vnouček, Otomar Krejča, Sylva Langová, Antonie Hegerlíková, Vlastimil Brodský, Zdeněk Řehoř, Jiří Sovák, Gustav Heverle,  Jaromír Spal, režiséři Ivan Weiss a Jiří Sequens, po Únoru 1948 např. Josef Topol jako lektor od roku 1953, Jan Grossman jako dramaturg a výpomocný režisér od roku 1954, herci Felix le Breux, Otakar Brousek, Zuzana Kočová, Miloš Kopecký, v rámci vojenské služby pak Vladimír Menšík, Eduard Cupák, Petr Haničinec, Ilja Racek. 

### Sídlo divadla
Pod názvem D 34 začalo divadlo působit v roce 1933 v pražském Mozarteu. Poté divadlo sídlilo v sálu budovy Legiobanky (dnešní Palác Archa) v ulici Na Poříčí, kde později fungovalo Divadlo E. F. Buriana. To se po velké přestavbě v roce 1991 změnilo na současné Divadlo Archa.

### Repertoár divadla, výběr
- 1933 Erich Kästner: Život za našich dnů
- 1933 Géza Včelička: Kavárna na hlavní třídě
- 1934 Molière: Lakomec
- 1934 William Shakespeare: Kupec benátský
- 1935 Karel Hynek Mácha: Máj
- 1935 Jaroslav Hašek: Dobrý voják Švejk
- 1936 Frank Wedekind: Procitnutí jara
- 1937 Alexandr Sergejevič Puškin: Evžen Oněgin
- 1938 J. W. Goethe, E. F. Burian: Utrpení mladého Werthera
- 1939 Vítězslav Nezval: Manon Lescaut
- 1940 Marie Majerová: Robinsonka
- 1941 Zbyněk Přecechtěl: Pohádka o tanci (balet)
- 1945 Božena Benešová: Věra Lukášová
- 1946 Bertold Brecht: Žebrácká opera
- 1946 William Shakespeare: Cyrano z Bergeraku (v titul. roli Otomar Krejča)
- 1946 Stendhal: Červený a černý
- 1948 E. F. Burian: Krčma na břehu
- 1949 Vašek Káňa: Parta brusiče Karhana
- 1950 Marie Majerová: Siréna
- 1951 M. J. Lermontov: Maškaráda
- 1952 J. K. Tyl: Krvavé křtiny
- 1953 Karel Čapek: Matka
- 1956 Vladimir Vladimirovič Majakovskij: Štěnice
- 1957 Gaetano Donizetti: Nápoj lásky
- 1959 Ivo Vyhnálek: Mandragora

## Citát
| „              | Pro divadlo D i pro české divadelnictví vůbec mělo tehdy největší význam Burianovo tvůrčí setkání s V. Nezvalem. Spolupráce těchto dvou nejčelnějších představitelů divadelního poetismu vydala totiž hned tři repertoárová čísla, a mezi nimi i jedno z nejpopulárnějších děl českého divadla těch let – Manon Lescaut (prem. 7. 5. 1940). | “ |
| — Bořivoj Srba | |   |

## Hodnocení
V letech 1934–1939 patřilo ke kvalitním českým divadlům, vzhledem k avantgardním přístupům k divadelní formě (theatergraph, voiceband…) je považováno za jedno z nejdůležitějších v české divadelní historii, z jeho inscenačních postupů těží téměř celé moderní české divadlo po druhé světové válce v čele s Alfrédem Radokem. K meziválečné avantgardě patřilo samozřejmě okouzlení komunismem, jehož ideje hlásalo ve svých inscenacích (stejně jako jiná moderní divadla (např. Osvobozené divadlo)).
Roky 1940–1941 byly poznamenány nacistickou okupací, divadlo však vystupovalo nad rámec možností a postoj aktérů té doby byl příkladný a odvážný. D 41 uvedlo jinotajnou Pohádku o tanci, která byla důvodem, že divadlo bylo 12. března 1941 gestapem uzavřeno a E. F. Burian s dalšími zatčeni.
První premiérou po válce byla v září 1945 Hrubínova Jobova noc. Období po roce 1948 představovalo sestupnou fázi divadla, které nastudovalo sérii realistických her, některé z nich byla autorská díla E. F. Buriana. Inscenována byla např. Siréna Marie Majerové, nejúspěšnější hrou té doby byla Parta brusiče Karhana Vaška Káni. Extrémní odchylkou byla v roce 1950 Burianova hra Pařeniště, která se inspirovala nedávnými politickými procesy, ve kterých docházelo k nespravedlivým odsouzením (např. Milady Horákové). I dobová kritika považovala tuto hru za povrchní a uměle vykonstruovanou.
Od roku 1953 se divadlo pokoušelo o odklon od socialistického realismu. Například v roce 1954 režíroval Jan Grossman Šrámkovu hru Hagenbeck (kostýmy Libor Fára).